# Чильйон
Чильйон (ісп. Chillón) — муніципалітет в Іспанії, у складі автономної спільноти Кастилія-Ла-Манча, у провінції Сьюдад-Реаль. Населення — 2030 осіб (2010).
Муніципалітет розташований на відстані близько 210 км на південний захід від Мадрида, 85 км на захід від Сьюдад-Реаля.

## Демографія
Динаміка населення (INE ):

## Галерея зображень

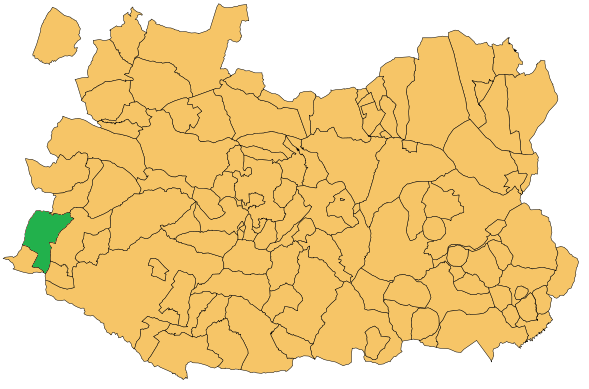
Розташування муніципалітету у провінції Сьюдад-Реаль